# Bagossy Pál
Csengerbagosi Bagossy Pál (Csengerbagos, 1660? – Bihardiószeg, 1709. február 21. a hajnali órákban) kuruc generális.
Szatmár vármegyei köznemesi család sarja, Bagossy László és Jósa Borbála fia. 1688-tól a töröktől visszanyert Szentjobb várának vicekapitánya.
Károlyi Sándor javaslatára, akivel távoli atyafiságban is állt, 1702-ben császári ezredes lett. Az Udvari Haditanács megbízásából egy magyar gyalogezredet („hajdúezred”) toborzott a Tiszántúlon. (Az ő ezredébe állt be toborzóként 1702 végén Esze Tamás és Kis Albert is, akik a hadszervezés ürügyén valójában már ekkor is egy felkelés előkészítésén fáradoztak.) Bagossyt a spanyol örökösödési háború kitörését követően ezredével együtt az itáliai hadszíntérre vezényelték. Rövid ideig francia fogságot is szenvedett, majd kiszabadulva ismét a császár oldalán harcolt, míg végül 1707 elején hazaszökött, és április 14-én felesküdött II. Rákóczi Ferenc hűségére.
A fejedelem 1707. április 25-én brigadérossá, 1708 őszén pedig generális-főstrázsamesterré nevezte ki. Miután jó gyalogsági tiszt volt, és a kuruc hadsereg éppen ebben a fegyvernemben volt gyenge, Rákóczi nagy reményeket fűzött személyéhez, de korán elhalálozott.